# Ripai János
Ripai János (latinul: Johannes de Ripa) vagy Marchiai János (latinul: Johannes de Marchia), (Ripatransone, 1325 – ?,1354 után) középkori itáliai teológus és filozófus.
Ferences szerzetes volt a ripatransonei monostorban. 1354-ben írta meg saját Szentencia-kommentárját és Determinationes című iratát. Nagy tekintélyét mutatja, hogy Pierre d'Ailly, Jean Gerson, és Baseli János is mint mesterüket említik nevét. Gerson szerint ő volt az írója négy tételnek abból a tizenkettőből, amelyet 1362-ben Páduai Lajos tanításaként ítéltek el. E négy tétel szerint az isteni ideák különbsége nemcsak gondolati különbség (lat. distictio rationis), hanem ennél erősebb különbség: az egyik idea egyszerűen nem azonos egy másikkal.